# Реки Турции
Реки Турции, в основном, порожистые и несудоходные. Некоторые реки пересыхают. Для рек Западной Турции характерны паводки зимой и весной, а летом эти реки мелеют. В Восточной Турции характерны паводки весной и летом, что в значительной степени связано с таянием снегов в горах.
Территория Турции разделена между бассейнами Персидского залива (крупнейшие реки Тигр и Евфрат), Каспийского моря (Кура, Аракс), Чёрного моря (Ешильырмак, Кызылырмак, Чорох, Сакарья), Мраморного, Эгейского и Средиземного морей. Имеется также несколько бессточных озёр, крупнейшие из которых — Ван и Туз. Крупнейшей рекой в европейской части Турции является Марица (бассейн Эгейского моря, протекает по Турции только в низовьях).

## Список крупнейших рек
| Река             | Длина, км | Устье            |
| ---------------- | --------- | ---------------- |
| Евфрат*          | 2736      | Персидский залив |
| Тигр*            | 1850      | Персидский залив |
| Кура*            | 1515      | Каспийское море  |
| Кызылырмак       | 1350      | Чёрное море      |
| Аракс*           | 1072      | Кура             |
| Сакарья          | 824       | Чёрное море      |
| Мурат            | 722       | Евфрат           |
| Аси*             | 571       | Средиземное море |
| Сейхан           | 560       | Средиземное море |
| Большой Мендерес | 548       | Эгейское море    |
| Хабур*           | 486       | Эгейское море    |
| Марица*          | 480       | Эгейское море    |
| Джейхан          | 474       | Средиземное море |
| Большой Заб*     | 473       | Тигр             |
| Карасу           | 450       | Евфрат           |
| Порсук           | 448       | Сакарья          |
| Чорох*           | 438       | Чёрное море      |
| Ешильырмак       | 418       | Чёрное море      |
| Гедиз            | 401       | Эгейское море    |
| Тунджа*          | 350       | Марица           |
| Симав            | 321       | Мраморное море   |
| Келькит          | 320       | Ешильырмак       |
| Заманты          | 308       | Сейхан           |

* Река протекает не только по территории Турции.